# Walter Nettig
Walter Nettig (* 7. Juni 1935 in Wien; † 29. September 2020) war ein österreichischer Unternehmer und Präsident der Wirtschaftskammer Wien sowie Wiener Kommunalpolitiker. Von 1986 bis 1990 war er Präsident des Fußballvereins First Vienna FC 1894, von Juni 2008 bis 2013 Präsident der Wiener Sängerknaben.

## Jugend und Ausbildung
In seiner Kindheit war Walter Nettig Mitglied des weltberühmten Wiener Kinderchores der Sängerknaben. Er machte eine Ausbildung als Fotokaufmann und arbeitete dann ein Jahr lang als Geschäftsführer einer Wiener Firma. Nettig wanderte als 19-Jähriger nach Australien aus, wo er zunächst Erntehelfer auf den Zuckerrohrfeldern war und später als Verkäufer arbeitete. In den USA absolvierte Nettig ein zweijähriges Handelsstudium, wo er auch für ein großes Foto-Unternehmen in Hollywood arbeitete. Bei seiner Rückkehr nach Österreich 1958 eröffnete er sein eigenes Fotogeschäft in einem aufgelassenen Gendarmerieposten in Traiskirchen.

## Geschäftsaufbau und Privates
Nach nur drei Jahren eröffnete Nettig seine erste Filiale in Wien. 1977 entstand mit der Fotoring Austria Ges.m.b.H. die größte Einkaufsvereinigung Österreichs in der Fotobranche. Bis 1990 wuchs das Filialnetz seiner Firma Foto Nettig auf 27 Niederlassungen an. Anfang der 1990er Jahre verkaufte Walter Nettig die Mehrheit der Anteile an seiner Firma an das Konkurrenzunternehmen Niedermeyer.
Walter Nettig war Vater zweier Töchter. Er galt als Tennis- und Fußball-Fan und besaß einen Zweitwohnsitz in Florida (USA). Bei Journalisten und in der Öffentlichkeit beliebt war die geteilte „Tradition“ von Walter Nettig und Michael Häupl, gemeinsam im Tretboot die „neue Saison an der Alten Donau“ zu eröffnen.
Nettig wirkte an den Werbespots des Fernlehrinstituts Humboldt mit, die mehrere Jahre im Fernsehen ausgestrahlt wurden. Die Spots wurde später von den Kabarettisten Dirk Stermann und Christoph Grissemann persifliert.

## Kammerwesen
In der Wirtschaftskammer Österreich war Nettig ab 1970 aktiv. Ab 1972 Vorsteher-Stellvertreter des Landesgremiums Wien, avancierte er 1982 an die Spitze des Gremiums. Fünf Jahre später wurde Nettig zum Obmann der Sektion Handel in der Wiener Wirtschaftskammer, zu deren Präsidenten er 1992 gewählt wird. Er trat damit die Nachfolge des erkrankten Karl Dittrich an. Nettig war bis Ende 2004 Präsident der Wiener Wirtschaftskammer. In dieser Position folgte ihm Brigitte Jank nach.
Nettig war auch Obmann des Wiener VP-Wirtschaftsbundes sowie Präsident des Fonds der Wiener Kaufmannschaft.

## Politik
Als ÖVP-Politiker wurde Walter Nettig 1987 zu Beginn der 14. Wahlperiode Gemeinderat in Wien. Bereits 1989 folgte er Erhard Busek, der in die Bundesregierung als Minister wechselte, als Stadtrat in Landesregierung und Stadtsenat Zilk II nach. Nach der Wahlniederlage der ÖVP 1991 kehrte Nettig als Abgeordneter in das Stadtparlament zurück, dem er bis 1996 angehörte. Obwohl Nettig bei der Wiener Gemeinderatswahl vom 13. Oktober 1996 aus dem Gemeinderat ausschied, entstand die daraus folgende Rathaus-Koalition aus SPÖ und ÖVP, unter Bürgermeister Michael Häupl, vor allem dank Nettigs lang andauernden, freundschaftlichen Kontakten zur „roten Hemisphäre“ des Rathauses. Häupl und Nettig galten in jenen Jahren als das „Traum-Team“ der Wiener Wirtschaft. Trotzdem lehnte Walter Nettig das Angebot eines Stadtratspostens ab. Bis Lebensende war er auf Wunsch Häupls Sonderbeauftragter für Außenwirtschaftsfragen mit Sitz in der Wiener Stadtregierung, allerdings ohne Stimmrecht. Er wurde am Wiener Zentralfriedhof bestattet.

## Ehrungen und Auszeichnungen
- Berufstitel Kommerzialrat
- Bürger ehrenhalber der Stadt Wien.
- 1996: Großes Goldenes Ehrenzeichen für Verdienste um die Republik Österreich[5]
- 1998: Ehrensenator der Technischen Universität Wien
- 2001: Großes Silbernes Ehrenzeichen mit dem Stern für Verdienste um die Republik Österreich[6]